# 샌드맨 (드라마)
《샌드맨》(영어: The Sandman)은 넷플릭스에서 2022년 8월부터 방영된 미국의 판타지 드라마로, DC 코믹스의 동명 만화책 시리즈를 실사화한 작품이다.

## 출연진
- 톰 스터리지 - 모르페우스 역
- 그웬돌린 크리스티 - 루시퍼 역
- 비비엔 아체암퐁 - 루시엔 역
- 보이드 홀브룩 - 코린트인 역
- 찰스 댄스 - 로더릭 버지스 역
- 아심 초드리 - 아벨 역
- 산지브 바스카 - 카인 역
- 커비 하월바티스트 - 죽음 역
- 메이슨 알렉산더 파크 - 욕망 역
- 도나 프레스턴 - 절망 역
- 제나 콜먼 - 조해나 콘스탄틴 역
- 조엘리 리처드슨/니암 월시(아역) - 에설 크립스 역
- 데이비드 슐리스 - 존 디 / 닥터 데스티니 역
- 카이오 라 - 로즈 워커 역
- 스티븐 프라이 - 길버트 역
- 라잔 자말 - 리타 홀 역
- 샌드라 제임스영 - 유니티 킨케이드 역
- 패튼 오즈월트 - 매튜 역